# Fish Holm
Pour les articles homonymes, voir Holm.
Fish Holm est une île du Royaume-Uni située en Écosse.
Inhabitée et longue d'environ 2,4 kilomètres, elle se situe à l'est de l'île de Mainland. Elle est relativement proche du village de Mossbank, Shetland (en). Son point culminant s'élève à 20 mètres.